# Relentless (album de For the Fallen Dreams)
Pour les articles homonymes, voir Relentless.
Albums de For the Fallen Dreams
Changes
(2008) Back Burner
(2011)
Relentless est le second album du groupe de metalcore For the Fallen Dreams. Cet album marque l'utilisation de chant clair dans quelques morceaux. C'est aussi le dernier album de For the Fallen Dreams où le batteur-compositeur Andrew Tkaczyk a participé à la composition avant son départ du groupe en 2011.

## Liste des morceaux
1. The Call Out (instrumental) - 0:35
2. Perceptions - 3:40
3. A Plethora of - 3:19
4. Nightmares (ft. Jeremy McKinnon de A Day to Remember) - 3:17
5. December Everyday - 2:52
6. Defiance - 3:26
7. Smoke Signals -  4:59
8. In Sincerity - 2:30
9. Before I Regret - 3:20
10. Two Twenty Two - 3:24
11. Resurface the End - 4:02
12. The Pain Loss - 4:11

## Personnel
For the Fallen Dreams
- Dylan Richter - Chant
- Jim Hocking - Guitare lead
- Chris Cain - Guitare rythmique
- Joe Ellis - Basse
- Andrew Tkaczyk - Batterie

Production
- Produit, mixé, et masterisé par Joey Sturgis
- Concept artistique et booklet par Sons of Nero
- Photographie par Phil Mamula
- Modèle par Alexandra McGregor